# Dark Alibi
Dark Alibi is een Amerikaanse misdaadfilm uit 1946 onder regie van Phil Karlson.

## Verhaal
Drie mannen worden veroordeeld voor bankovervallen, omdat hun vingerafdrukken ter plaatse zijn aangetroffen. Onderzoek van de detective Charlie Chan toont aan dat de veroordeelden onschuldig zijn en dat de vingerafdrukken werden vervalst. Hij gaat op zoek naar de echte daders.

## Rolverdeling
| Acteur          | Personage         |
| --------------- | ----------------- |
| Sidney Toler    | Charlie Chan      |
| Mantan Moreland | Birmingham Brown  |
| Ben Carter      | Benjamin Brown    |
| Benson Fong     | Tommy Chan        |
| Teala Loring    | June Harley       |
| George Holmes   | Hugh Kenzie       |
| Joyce Compton   | Emily Evans       |
| John Eldredge   | Anthony R. Morgan |
| Russell Hicks   | Cameron           |
| Tim Ryan        | Foggy             |
| Janet Shaw      | Juffrouw Petrie   |
| Edward Earle    | Thomas Harley     |
| Ray Walker      | Danvers           |
| Milton Parsons  | Johnson           |
| Edna Holland    | Mevrouw Foss      |